# Evan Blass
Evan Blass, từng chỉ được biết tới qua bút danh @evleaks, là một blogger, biên tập viên và người đua tin rò rỉ điện thoại người Mỹ. Anh đã thu hút được sự chú ý quốc tế với một loạt những tin rò rỉ về các mẫu điện thoại thông minh và máy tính bảng trên Twitter, trong khoảng thời gian từ tháng 7 năm 2012 tới tháng 8 năm 2014, khiến anh trở thành một nguồn tin được nhiều nhà báo công nghệ tin cậy. Blass đã tuyên bố ngừng việc đưa tin rò rỉ thiết bị trong một dòng tweet vào ngày 3 tháng 8 năm 2014, mặc dù sau đó anh lại tiếp tục công việc dưới bút danh của mình.

## Sự nghiệp
Từ 2005–2008, Blass giữ một vài chức vụ tại trang công nghệ Engadget do AOL sở hữu, trong đó có cả vị trí biên tập viên cấp cao, trước khi rời bỏ để viết cho báo công nghệ Obsessable (nay đã ngừng hoạt động) trong một thời gian ngắn. Từ 2010–2012, Blass là biên tập viên quản lý cho trang công nghệ di động Pocketnow.
Blass được chẩn đoán bệnh xơ cứng rải rác vào năm 2004, và vào tháng 11 năm 2013 trở thành chủ đề trong một bài viết của The Verge về chính sách gây tranh cãi của Walgreens liên quan tới việc phân phát thuốc giảm đau gây mê.
Vào ngày 23 tháng 11 năm 2015, Blass bắt đầu viết cho VentureBeat.

## Tài khoản Twitter @evleaks
Tài khoản được lập vào tháng 7 năm 2012, và được lập lại vào tháng 8 năm 2012.
Trong vòng gần một năm, Blass sử dụng tài khoản @evleaks một cách ẩn danh —trong khi một số đồng nghiệp của anh biết danh tính của tài khoản này, anh đã giữ kín chuyện không cho lộ trước công chúng. Vào tháng 6 năm 2013, Blass tiết lộ danh tính của mình trong một buổi phỏng vấn với Android Police, cho rằng lý do anh quyết định như vậy là bởi chuyện tiết lộ là không thể tránh khỏi.
Với tên @evleaks, Blass đã chịu trách nhiệm đăng tải các bức ảnh và thông tin về các mẫu điện thoại thông minh, máy tính bảng, phụ kiện, ứng dụng, máy tính xách tay, và một chiếc TV chạy webOS chưa được ra mắt. Những thông tin này được rò rỉ ra từ gần như mọi nhà sản xuất thiết bị di động và nhà mạng tại Hoa Kỳ, thường là khoảng vài tuần hoặc thậm chí vài tháng trước khi ra mắt. Đặc biệt anh thu thập rất tốt các thông tin và bức ảnh về hãng sản xuất HTC của Đài Loan và hãng sản xuất thiết bị Phần Lan Nokia, đưa tin về nhiều mẫu thiết bị mà hai công ty này đã lên kế hoạch chỉ trong khoảng thời gian hai năm hoạt động của mình. Ngoài ra, anh còn rò rỉ ra các thông tin về các mẫu thiết bị như Moto X (thế hệ thứ nhất), Moto E (thế hệ thứ nhất), Droid Ultra, Droid Maxx, và Droid Mini của Motorola; Nexus 4, Nexus 5, G2, và G3 của LG; Xperia Z, Z1S, máy tính bảng Z2, và Z3 của Sony; cùng với hai mẫu Padfones đầu tiên và chiếc Padfone mini của Asus.
Từ tháng 5 năm 2014 cho tới thời điểm anh tuyên bố ngừng đưa tin rò ri, Blass đã cố gắng kiếm tiền qua các tin này bằng cách xuất bản chúng lên trang web của mình, evleaks.at, kiếm lợi nhuận thông qua quảng cáo. Tuy nhiên, ngay lập tức sau tuyên bố ngừng hoạt động của mình, Blass đã thực hiện một cuộc phỏng vấn với The Next Web trong đó anh kể lại những vấn đề mình gặp phải khi cố kiếm tiền từ những tin rò rỉ trên Twitter. Hàng chục trang báo đã đưa tin về việc Blass ngừng công việc của mình, nổi bật nhất có chương trình công nghệ Click của BBC cùng với một bài báo đồng hành trên BBC Online.
Sau thông báo ngừng công việc, Blass vẫn tiếp tục rò rỉ các mẫu điện thoại, bao gồm chiếc Moto X (2014) (khi đó anh cho là có tên "Moto X+1"), Nexus 6, và Droid Turbo, tất cả đều từ Motorola. Sau đó anh cũng đã rò rỉ chiếc LG G Pad X, Microsoft Lumia 735 và Samsung Galaxy S6 Active.
Tạp chí Wired đã đưa Blass vào danh sách "101 Signals" năm 2013 của họ, liệt kê các "phóng viên, tác giả và những nhà tư tưởng xuất sắc nhất trên Internet." The Times of India cũng đã đưa Blass (với tên @evleaks) vào một bài báo trong số ngày 11 tháng 5 năm 2013 edition.
Vào đầu năm 2016, Blass tiếp tục rò rỉ những thông tin chi tiết về những chiếc điện thoại thông minh cao cấp Samsung Galaxy S7, Galaxy S7 Edge, LG G5, HTC 10 và Huawei P9 khi đó còn chưa được ra mắt thông qua các dòng tweet và các bài viết trên VentureBeat. Anh vẫn tiếp tục công việc đưa tin rò rỉ trong suốt năm 2017 và 2018.